# Patricia Ward Hales
Patricia Ward Hales (* 27. Februar 1929 als Patricia Ward in London; † 22. Juni 1985) war eine britische Tennisspielerin.

## Karriere
Obwohl Patricia Ward Hales nur zweimal bei den U.S. Championships, die später in US Open umbenannt wurden, antrat, erreichte sie dort mit dem Finaleinzug 1955 ihr bestes Einzelergebnis bei einem Grand-Slam-Turnier. Im Finale unterlag sie Doris Hart. Zwischen 1949 und 1961 spielte sie 13 Mal in Folge das Einzelturnier der Wimbledon Championships. 
Im Doppel nahm Ward Hales zwischen 1948 und 1961 sowie 1965 und 1966 in Wimbledon teil. 1955 erreichte sie zunächst an der Seite von Shirley Bloomer das Finale der Internationalen Französischen Meisterschaften, die heute als French Open ausgetragen werden. Im Finale verloren sie gegen das US-amerikanische Doppel Beverly Baker und Darlene Hard. Einen Monat später mussten sich Ward und Bloomer im Finale von Wimbledon der Paarung Angela Mortimer und Anne Shilcock geschlagen geben. Im Jahr 1960 erreichte Ward erneut die Doppelendrunde im Stade Roland Garros, ihre Doppelpartnerin war die ihre Landsfrau Ann Haydon. Sie verloren gegen Maria Bueno und Darlene Hard.
Ihr bestes Mixed-Ergebnis bei einem Grand-Slam-Turnier hatte sie 1953, als sie an der Seite von George Worthington das Halbfinale in Wimbledon erreichte.
Nachdem sie 1954 gegen Maureen Connolly das Finale der Italian Open verloren hatte, konnte sie das Turnier im Folgejahr gewinnen, indem sie im Finale Erika Vollmer schlug.

## Finalteilnahmen bei Grand-Slam-Turnieren

### Einzel

#### Finalteilnahmen
| Nr. | Datum              | Turnier            | Belag | Finalgegnerin | Ergebnis |
| --- | ------------------ | ------------------ | ----- | ------------- | -------- |
| 1.  | 11. September 1955 | U.S. Championships | Rasen | Doris Hart    | 4:6, 2:6 |

### Doppel

#### Finalteilnahmen
| Nr. | Datum        | Turnier                                         | Belag | Partnerin       | Finalgegnerinnen              | Ergebnis        |
| --- | ------------ | ----------------------------------------------- | ----- | --------------- | ----------------------------- | --------------- |
| 1.  | 5. Juni 1955 | Internationale Französische Meisterschaften (1) | Sand  | Shirley Bloomer | Beverly Baker Darlene Hard    | 5:7, 8:6, 11:13 |
| 2.  | 1. Juli 1955 | Wimbledon Championships                         | Rasen | Shirley Bloomer | Angela Mortimer Anne Shilcock | 5:7, 1:6        |
| 3.  | 29. Mai 1960 | Internationale Französische Meisterschaften (2) | Sand  | Ann Haydon      | Maria Bueno Darlene Hard      | 2:6, 5:7        |